# Kvačany (okres Liptovský Mikuláš)
Kvačany (Hongaars: Hosszúrét) is een Slowaakse gemeente in de regio Žilina, en maakt deel uit van het district Liptovský Mikuláš.
Kvačany telt 560 inwoners.